# Tina (série littéraire)
Pour les articles homonymes, voir Tina.
Tina (Teena en VO) est une série danoise de quatorze romans pour adolescentes créée par A. B. Carroll — pseudonyme de Knud Meister — et publiée au Danemark de 1956 et 1960 aux éditions Wangel.
En France, onze titres ont paru de 1962 à 1969 aux éditions G. P. dans la collection Spirale. La série n'est plus rééditée en France.

## L'auteur de la série
Knud Meister (1913-1989) est d'abord journaliste avant de devenir un auteur de romans pour la jeunesse. Il entame une collaboration avec Carlo Andersen qui durera jusqu'à sa mort en 1970. La première série publiée par le duo d'auteurs, est Yann (Jan en VO), dont le premier volume paraît en 1942 sous le nom d'auteur Knud Meister. Cette série pour adolescents connaîtra un grand succès au Danemark (douze volumes seront publiés en France aux éditions G. P. dans la Collection Spirale). Suivra une série pour jeunes filles, Puck, éditée de 1943 à 1964 sous le pseudonyme féminin de Lisbeth Werner. Cette série sera publiée en France aux éditions G. P. dans la collection Rouge et Or.

## Thème de la série
La série narre la vie et les aventures de Tina (diminutif de Martina) Clausen, une lycéenne.

## Titres parus en France
(liste exhaustive)
- Bonjour, Tina ! (1962)  — Titre original : Teena sir goddag (1956) (volume no 1). Édition française : Spirale no 55, Illustrations de Françoise Bertier, traduit par Jacques Sorbets, 188 p.  — Résumé : Tina, c'est Martine, la jeune héroïne danoise de ce récit. Passionnée de tennis, elle rêve de participer aux prochains championnats de Bastad, et c'est pour se payer le voyage qu'elle cherche à travailler un peu, en dehors des heures de lycée. C'est là le prétexte à bien des aventures passionnantes, auxquelles toutes les jeunes lectrices françaises voudront participer en devenant des amies de Tina, cette jeune sœur européenne d'un pays qu'elles aimeront découvrir.

- Tina, mannequin (1962)  — Titre original : Hej ! Teena (1956) (volume no 2). Édition française : Spirale no 66, illustrations de Françoise Bertier, traduit par Jacques Sorbets, 188 p.  — Résumé : Il n'est plus nécessaire de, présenter Tina aux lectrices. Dans ce deuxième volume de la série, la jeune lycéenne danoise, désolée de voir ses parents aux prises avec de continuels soucis financiers, a résolu de trouver un moyen de gagner quelque argent, sans compromettre ses études. Un jour, alors qu'elle fait des courses dans les grands magasins avec son amie Karen, elle s'aperçoit qu'elle est observée avec une insistance gênante... Généreuse, courageuse et pleine d'initiative, spontanée et cependant sage et prudente, Tina est le type même de l'adolescente d'aujourd'hui.

- Tina joue gagnant (1962)  — Titre original : En-to-tre-Teena ! (littéralement : Un, deux, trois, Tina !) (1957) (volume no 3). Édition française : Spirale no 70, illustrations de Guillaume Bertier de Sauvigny, traduit par Jacques Sorbets, 187 pages.  — Résumé : Nous avions fait sa connaissance dans Bonjour, Tina ! Nous la retrouvons avec plaisir, cette charmante Danoise, amie de la France, son pays natal. À sa suite, en compagnie de Lone venue à Copenhague pour perfectionner ses dons artistiques, nous pénétrons dans ce milieu passionnant des ateliers de peinture, où vit tout un monde coloré et pittoresque. Mais dans quelle incroyable aventure sommes-nous entraînés !

- Le Cœur de Tina bat (1963)  — Titre original : Teenas hjerte banker (1957) (volume no 4). Édition française : Spirale no 77, illustrations de Françoise Bertier, traduit par Jacques Sorbets, 188 p.  — Résumé : Des yeux bruns... Des cheveux noirs... Un visage énergique... Son image ne cesse de hanter le cœur de Tina. Quel est ce jeune médecin, apparemment si séduisant ? Que résultera-t-il de cette rencontre ? Toutes les adolescentes liront avec passion ce quatrième ouvrage d'une série pleine de fraîcheur, dans lequel elles se retrouveront elles-mêmes. Spontanée, gaie, sensible, la jeune danoise réagit toujours avec bon sens. Ce texte savoureux est mis en valeur par les charmantes illustrations de Françoise Bertier.

- Merci, Tina ! (1964)  — Titre original :  Tak, Teena ! (1958) (volume no 7). Édition française : Spirale no 87, illustrations de Françoise Bertier, traduit par Jacques Sorbets, 186 pages.

- Tina, interprète (1964)  — Titre original : Teena ta’r på tur (1958) (volume no 8). Édition française : Spirale no 94, illustrations de Françoise Bertier, traduit par André-Marc Hendrickx, 188 p.  — Résumé : Tina poursuit son voyage vers Bruxelles, en compagnie de son père et de Svampe, l'un des amis de celui-ci. Tout irait bien si… l'antique Ford récalcitrante ne tombait définitivement en panne ! Notre trio, bien malgré lui, est retenu à Amsterdam, où Tina fait connaissance d'une Danoise, Mme Petersen, à laquelle elle sert d'interprète. Devenue l'amie de Kate, la fille de Mme Petersen, Tina ne tarde pas à découvrir le drame qui déchire cette famille jusqu'alors si unie…

- Tom et Tina (1964)  — Titre original : Teena og Tom (1958) (volume no 6). Édition française : Spirale no 81, illustrations de Françoise Bertier, traduit par Jacques Sorbets, 188 p.  — Résumé : Une jeune institutrice et une petite fille insupportable croient être de mortelles ennemies. Et cette situation si pénible se complique encore, car le père de l'écolière voudrait épouser le professeur... Tina, avec son bon sens coutumier, prendra l'affaire en main, pour la résoudre d'une manière inespérée. Pourtant l'existence lui semble, à elle aussi, bien sombre. Tom, rieur et enthousiaste, l'oublierait-il déjà ?

- Tina, châtelaine (1966)  — Titre original : Teena slår i bordet (1960) (volume no 14). Édition française : Spirale no 110, illustrations de Françoise Bertier, traduit par André-Marc Hendrickx, 186 pages.  — Résumé : Claude Clausen est invité pour quelques jours au domaine d'Asbygard. Le maître de maison lui a demandé de faire le portrait de sa fille unique, Ilse, qui doit se marier prochainement. Tina, qui a accompagné son père, ne tarde pas à se lier avec la jeune fille, dont le caractère franc et gai attire la sympathie. Cependant, Ilse ne paraît pas aussi heureuse que l'est, d'ordinaire, une fiancée. La chose intrigue fort notre Tina, toujours préoccupée du bonheur de ceux qui l'entourent. Or, voici qu'au cours d'une promenade à Copenhague, elle aperçoit Ilse en compagnie d'un inconnu dont la jeune fille semble très éprise !

- Tina, femme d'affaires (1967)  — Titre original : Teena til tattoo (1959) (volume no 11). Édition française : Spirale no 130, illustrations de Monique Gorde, traduit par Marguerite Gay et Gerd de Mautort, 188 p.  — Résumé : Ce livre enjoué et plein de vie est le neuvième d'une série qui remporte un vif succès auprès des adolescentes. Deux cousins germains qui se détestent depuis l'âge de quatre ans (ils en ont maintenant cinquante !) demandent à Claus Clausen d'exécuter leur portrait. Le premier, officier de carrière, pose le matin ; le second, antimilitariste convaincu, l'après-midi. Peu à peu, Tina Clausen découvre la vérité... Quelle catastrophe si les deux hommes venaient à se rencontrer chez son père !

- Tina parmi les stars (1968)  — Titre original : Teena og stjernerne (1960) (volume no 12). Édition française : Spirale no 140, illustrations de Monique Gorde, traduit par Marguerite Gay et Gerd de Mautort, 188 p.  — Résumé : Tina, la charmante Danoise aux yeux bleus que nous connaissons bien, est chargée par ses camarades d'écrire plusieurs articles dans le journal du lycée. Elle obtient une interview de la part de la ravissante Chloé, mannequin célèbre, qui rêve de devenir étoile de cinéma. Elle rencontre ensuite l'astronome Magnus Jansen, jeune savant distrait, qui n'avait alors qu'une idée en tête : les étoiles... Deux entrevues qui se termineront par une émouvante histoire d'amour.

- Signorina Tina (1969)  — Titre original : Signorina Teena (1959) (volume no 10) ; réédition sous le titre Dr. Teena ! (1959). Édition française : Spirale no 153, illustrations de Monique Gorde, Traduit par Marguerite Gay et Gerd de Mautort, 187 p.  — Résumé : Mille couronnes! Quelle aubaine pour la famille Clausen qui vient de gagner à la loterie! Seulement, où donc a disparu le billet ? Tina, la lycéenne dynamique que nous connaissons bien, prend l'affaire en main et retrouve enfin le fameux billet collé sur un des tableaux figuratifs de son père. Claus, son père, vient, en effet, de se lancer dans la peinture abstraite... Et pourtant Tina a bien d'autres soucis en tête : son amie Viveca est désespérée. Qu'est-il arrivé à son mari ?

### Titres inédits en France
- Teena går til filmen (1957) (volume no 5)
- Talentfulde Teena (1960) (volume no 13)